# Charles Beaurin

a Compétitions nationales et continentales officielles uniquement.

b Matchs officiels uniquement.
Charles Beaurin-Gressier, né le 25 octobre 1879 à Paris 16e et mort le 13 août 1957 au Kremlin-Bicêtre, est un joueur français de rugby à XV ayant occupé le poste de deuxième ligne, de troisième ligne centre ou aile, ou de pilier droit au Stade français. Son frère aîné de 2 ans, Guillaume Beaurin-Gressier, est champion de France à ses côtés en 1903 comme trois-quart centre.

## Biographie
Charles Beaurin travaillera par la suite pour un établissement bancaire parisien.

## Palmarès
- Champion de France en 1903, et 1908 (capitaine à ce dernier titre)
- Vice-champion de France en 1904, 1905, 1906, et 1907 (capitaine à cette finale)

## Statistiques en équipe nationale
- 2 sélections
- sélections par année : 1 en 1907, 1 en 1908

### Matchs internationaux
| #  | Date             | Lieu                      | Adversaire | Résultat | Points marqués | Competition |
| -- | ---------------- | ------------------------- | ---------- | -------- | -------------- | ----------- |
| 1. | 5 janvier 1907   | Athletic Ground (Londres) | Angleterre | 13-41    | 0 point        | Test match  |
| 2. | 1er janvier 1908 | Stade du Matin (Colombes) | Angleterre | 0-19     | 0 point        | Test match  |